# Erromenus brunnicans
Erromenus brunnicans là một loài tò vò trong họ Ichneumonidae.